# Zapper : Le Criquet ravageur !
Zapper : Le Criquet ravageur (Zapper: One Wicked Cricket) est un jeu vidéo de plates-formes et d'action développé par Blitz Games et édité par Infogrames Interactive, sorti sur PlayStation 2, GameCube, Xbox, Microsoft Windows et Game Boy Advance.